# Lista de prefeitos de Riacho da Cruz
Esta é a lista de prefeitos de Riacho da Cruz, município brasileiro do estado do Rio Grande do Norte.
| Nº | Prefeito                         | Imagem                    | Partido                   | Início de mandato       | Fim de mandato         | Vice-prefeito                | Observações             |
| -- | -------------------------------- | ------------------------- | ------------------------- | ----------------------- | ---------------------- | ---------------------------- | ----------------------- |
| 1  | Francisco de Oliveira Silva      |                           |                           | 28 de fevereiro de 1963 | 31 de março de 1964    | —                            | Prefeito nomeado        |
| 2  | Edimar Diógenes Paiva            |                           |                           | 31 de março de 1964     | 31 de janeiro de 1969  | Francisco Silvério Neto      | Prefeito e vice eleitos |
| 3  | Geraldo Gurgel de Amorim         |                           | ARENA                     | 31 de janeiro de 1969   | 31 de janeiro de 1973  | Alípio Fernandes de Oliveira | Prefeito e vice eleitos |
| 4  | João de Deus da Silva            |                           | ARENA                     | 31 de janeiro de 1973   | 31 de janeiro de 1977  | José Soares da Silva         | Prefeito e vice eleitos |
| 5  | Geraldo Gurgel de Amorim         |                           |                           | 31 de janeiro de 1977   | 31 de janeiro de 1983  | Vicente Hermegildo do Rego   | Prefeito e vice eleitos |
| 6  | Vicente Hermenegildo do Rêgo     |                           |                           | 31 de janeiro de 1983   | 31 de dezembro de 1988 | não encontrado               | Prefeito e vice eleitos |
| 7  | Maria Bernadete Nunes Rêgo Gomes |                           | PFL                       | 1º de janeiro de 1989   | 31 de dezembro de 1992 | Ananias Mafaldo Magno        | Prefeita e vice eleitos |
| 8  | Vicente Hermenegildo do Rêgo     |                           |                           | 1º de janeiro de 1993   | 31 de dezembro de 1996 | não encontrado               | Prefeito e vice eleitos |
| 9  | Maria Bernadete Nunes Rêgo Gomes |                           | PFL                       | 1º de janeiro de 1997   | 31 de dezembro de 2000 | Deoclécio Gomes de Paiva     | Prefeita e vice eleitos |
| 9  | Maria Bernadete Nunes Rêgo Gomes | Prefeita e vice reeleitos | PFL                       | 1º de janeiro de 1997   | 31 de dezembro de 2000 | Deoclécio Gomes de Paiva     |                         |
| 10 | Marcos Aurélio de Paiva Rêgo     |                           | PFL                       | 1º de janeiro de 2005   | 31 de dezembro de 2012 | Valdeni de Oliveira          | Prefeito e vice eleitos |
| 10 | Marcos Aurélio de Paiva Rêgo     | DEM                       | Prefeito e vice reeleitos | 1º de janeiro de 2005   | 31 de dezembro de 2012 | Valdeni de Oliveira          |                         |
| 11 | Maria Bernadete Nunes Rêgo Gomes |                           | DEM                       | 1º de janeiro de 2013   | 31 de dezembro de 2020 | Adiel Pinheiro Régis         | Prefeita e vice eleitos |
| 11 | Maria Bernadete Nunes Rêgo Gomes | Prefeita e vice reeleitos | DEM                       | 1º de janeiro de 2013   | 31 de dezembro de 2020 | Adiel Pinheiro Régis         |                         |
| 12 | Marcos Aurélio de Paiva Rêgo     |                           | PP                        | 1º de janeiro de 2021   | até a atualidade       | Cláudio Uberlane de Sá       | Prefeito e vice eleitos |
| 12 | Marcos Aurélio de Paiva Rêgo     | Prefeita e vice reeleitos | PP                        | 1º de janeiro de 2021   | até a atualidade       | Cláudio Uberlane de Sá       |                         |